# Девіз правління
Девіз правління (спрощ.: 年号; кит. трад.: 年號; піньїнь: niánhào, няньхао; яп. 年号, ねんごう, «ненґо») — гасло Імператорів Китаю та Японії, яке вони використовували протягом певного періоду. Дослівно — «назва років». Використовувалися в традиційному Китаї та країнах, що визнавали його сюзеренітет над собою. Японські девізи правління відрізнялися від китайських і використовуються дотепер.

## Китай
Див. повну таблицю: zh:中国年号列表

## Японія
- Японське традиційне літочислення

## Швеція
Від 1973 року девіз правління шведського короля Карла XVI Густава: «За Швецію — у ногу з часом».